# Сезар (кінопремія, 1982)
7-та церемонія вручення нагород премії «Сезар» Академії мистецтв та технологій кінематографа за заслуги у царині французького кінематографу за 1981 рік відбулася 27 лютого 1982 року у Концертному залі Плейєль (Париж, Франція). 
Церемонія проходила під головуванням Орсона Уеллса, розпорядниками та ведучими виступили Жак Мартен та П'єр Чернія. Найкращим фільмом визнано стрічку Боротьба за вогонь режисера Жана-Жака Анно.
З цього року вручаються нагороди режисерові-початківцю  в новій категорії «Найкращий дебютний фільм».

## Статистика
Фільми, що отримали декілька номінацій:
| Фільм                      | Номінації |
| -------------------------- | --------- |
| • Бездоганна репутація     | 10        |
| • Під попереднім слідством | 8         |
| • Боротьба за вогонь       | 6         |
| • Дивна справа             | 5         |
| • Діва                     | 5         |
| • Мальвіль                 | 4         |
| • Одні та інші             | 4         |
| • Готель „Америка“         | 2         |
| • Сусідка                  | 2         |

## Список лауреатів та номінантів
• Переможців виділено окремим кольором.

### Основні категорії
| Категорії                                       | Лауреати та номінанти                                                                                    | Лауреати та номінанти                                                               |
| ----------------------------------------------- | --- | ----------------------------------------------------------------------------------- |
| Найкращий фільм                                 | • Боротьба за вогонь / La Guerre du feu (реж.: Жан-Жак Анно)                                             | • Боротьба за вогонь / La Guerre du feu (реж.: Жан-Жак Анно)                        |
| Найкращий фільм                                 | • Бездоганна репутація / Coup de torchon (реж.: Бертран Таверньє)                                        |                                                                                     |
| Найкращий фільм                                 | • Під попереднім слідством / Garde à vue (реж.: Клод Міллер)                                             |                                                                                     |
| Найкращий фільм                                 | • Одні та інші (Болеро) / Les Uns et les Autres (реж.: Клод Лелуш)                                       |                                                                                     |
| Найкраща режисерська робота                     | | • Жан-Жак Анно за фільм Боротьба за вогонь                                          |
| Найкраща режисерська робота                     | • Бертран Таверньє — «Бездоганна репутація»                                                              |                                                                                     |
| Найкраща режисерська робота                     | • Клод Міллер — «Під попереднім слідством»                                                               |                                                                                     |
| Найкраща режисерська робота                     | • П'єр Граньє-Дефер — «Дивна справа»                                                                     |                                                                                     |
| Найкращий актор                                 | | • Мішель Серро — «Під попереднім слідством» (за роль нотаріуса Жерома Мартіно)      |
| Найкращий актор                                 | • Патрік Девар — «Вітчим» (Beau-père (film)) (за роль Ремі)                                              |                                                                                     |
| Найкращий актор                                 | • Філіпп Нуаре — «Бездоганна репутація» (за роль Люсьєна Кордьє)                                         |                                                                                     |
| Найкращий актор                                 | • Мішель Пікколі — «Дивна справа» (за роль Бертрана Малаї)                                               |                                                                                     |
| Найкраща акторка                                | | • Ізабель Аджані — «Одержима» (за роль Анни)                                        |
| Найкраща акторка                                | • Фанні Ардан — «Сусідка» (за роль Матильди Бошар)                                                       |                                                                                     |
| Найкраща акторка                                | • Катрін Денев — «Готель „Америка“» (за роль Елен)                                                       |                                                                                     |
| Найкраща акторка                                | • Ізабель Юппер — «Бездоганна репутація» (за роль Рози)                                                  |                                                                                     |
| Найкращий актор другого плану                   | | • Гі Маршан — «Під попереднім слідством» (за роль інспектора Марселя Бельмона)      |
| Найкращий актор другого плану                   | • Жерар Ланвен — «Дивна справа» (за роль Луї Коліна)                                                     |                                                                                     |
| Найкращий актор другого плану                   | • Жан-П'єр Мар'єль — «Бездоганна репутація» (за роль Перона)                                             |                                                                                     |
| Найкращий актор другого плану                   | • Едді Мітчелл — «Бездоганна репутація» (за роль Ноно)                                                   |                                                                                     |
| Найкраща акторка другого плану                  | | • Наталі Бай — «Дивна справа» (за роль Ніни Колін)                                  |
| Найкраща акторка другого плану                  | • Стефан Одран — «Бездоганна репутація» (за роль Юґетт Кордьє)                                           |                                                                                     |
| Найкраща акторка другого плану                  | • Сабін Одпен (Sabine Haudepin) — «Готель „Америка“» (за роль Елізи Тіссеран)                            |                                                                                     |
| Найкраща акторка другого плану                  | • Веронік Сільвер (Véronique Silver) — «Сусідка» (за роль мадам Оділь Жюв)                               |                                                                                     |
| Найкращий адаптований сценарій                  | | • Мішель Одіар, Жан Герман (Жан Вотрен) та Клод Міллер — «Під попереднім слідством» |
| Найкращий адаптований сценарій                  | • Жан Оранш та Бертран Таверньє — «Бездоганна репутація»                                                 |                                                                                     |
| Найкращий адаптований сценарій                  | • Жерар Браш — «Боротьба за вогонь»                                                                      |                                                                                     |
| Найкращий адаптований сценарій                  | • Крістофер Франк (Christopher Frank), П'єр Граньє-Деферта Жан-Марк Робер — «Дивна справа»               |                                                                                     |
| Найкраща музика до фільму                       | | • Владими́р Косма́ за музику до фільму «Діва»                                         |
| Найкраща музика до фільму                       | • Філіпп Сард — «Боротьба за вогонь»                                                                     |                                                                                     |
| Найкраща музика до фільму                       | • Енніо Морріконе — «Професіонал»                                                                        |                                                                                     |
| Найкраща музика до фільму                       | • Френсіс Лей та Мішель Легран — «Одні та інші»                                                          |                                                                                     |
| Найкращий монтаж                                | • Альбер Юрґенсон (Albert Jurgenson) — «Під попереднім слідством»                                        | • Альбер Юрґенсон (Albert Jurgenson) — «Під попереднім слідством»                   |
| Найкращий монтаж                                | • Арман Псенні — «Бездоганна репутація»                                                                  |                                                                                     |
| Найкращий монтаж                                | • Софі Бод та Г'ю Дармо — «Одні та інші»                                                                 |                                                                                     |
| Найкращий монтаж                                | • Анрі Ланое — «Мальвіль»                                                                                |                                                                                     |
| Найкраща операторська робота                    | • Філіпп Руссело — «Діва»                                                                                | • Філіпп Руссело — «Діва»                                                           |
| Найкраща операторська робота                    | • Бруно Нюйттен — «Під попереднім слідством»                                                             |                                                                                     |
| Найкраща операторська робота                    | • Клод Аґостіні (фр.) — «Боротьба за вогонь»                                                             |                                                                                     |
| Найкраща операторська робота                    | • Жан Пензер — «Мальвіль»                                                                                |                                                                                     |
| Найкращі декорації                              | • Макс Дюї (Max Douy) — «Мальвіль»                                                                       | • Макс Дюї (Max Douy) — «Мальвіль»                                                  |
| Найкращі декорації                              | • Александр Тронер — «Бездоганна репутація»                                                              |                                                                                     |
| Найкращі декорації                              | • Гілтон Мак-Конніко (Hilton McConnico) — «Діва»                                                         |                                                                                     |
| Найкращі декорації                              | • Браян Морріс (англ.) — «Боротьба за вогонь»                                                            |                                                                                     |
| Найкращий звук                                  | • Жан-П'єр Ру (Jean-Pierre Ruh) — «Діва»                                                                 | • Жан-П'єр Ру (Jean-Pierre Ruh) — «Діва»                                            |
| Найкращий звук                                  | • Поль Лайне (фр.) — «Під попереднім слідством»                                                          |                                                                                     |
| Найкращий звук                                  | • Гарольд Морі — «Одні та інші»                                                                          |                                                                                     |
| Найкращий звук                                  | • П'єр Ґаме (Pierre Gamet) — «Мальвіль»                                                                  |                                                                                     |
| Найкращий дебютний фільм                        | • «Діва» — реж.: Жан-Жак Бенекс                                                                          | • «Діва» — реж.: Жан-Жак Бенекс                                                     |
| Найкращий дебютний фільм                        | • «Садівник» (Le Jardinier (film, 1981)) — реж.: Жан-П'єр Сантьє (Jean-Pierre Sentier)                   |                                                                                     |
| Найкращий дебютний фільм                        | • «Сніг» (Neige (film)) — реж.: Жульєт Берто та Жан-Анрі Роже (Jean-Henri Roger)                         |                                                                                     |
| Найкращий дебютний фільм                        | • «Чоловіча справа» — реж.: Ніколя Рібовський (Nicolas Ribowski)                                         |                                                                                     |
| Найкращий короткометражний документальний фільм | • Репортери / Reporters (реж.: Раймон Депардон)                                                          | • Репортери / Reporters (реж.: Раймон Депардон)                                     |
| Найкращий короткометражний документальний фільм | • Брехня / Ci-gisent (реж.: Валері Монкорже)                                                             |                                                                                     |
| Найкращий короткометражний документальний фільм | • Solange Giraud, née Tache (реж.: Сімона Біттон)                                                        |                                                                                     |
| Найкращий короткометражний ігровий фільм        | • Фотографії Алікс / Les photos d'Alix (реж.: Жан Есташ (посмертно))                                     | • Фотографії Алікс / Les photos d'Alix (реж.: Жан Есташ (посмертно))                |
| Найкращий короткометражний ігровий фільм        | • ШАнновний Александре / Cher Alexandre (реж.: Енн Лемоньєр)                                             |                                                                                     |
| Найкращий короткометражний ігровий фільм        | • Американський чорний щур / Le rat noir d'Amérique (реж.: Жером Енріко)                                 |                                                                                     |
| Найкращий короткометражний ігровий фільм        | • Тонке поняття / Le concept subtil (реж.: Жерар Кравчик)                                                |                                                                                     |
| Найкращий короткометражний анімаційний фільм    | • Проклята ніжність / La tendresse du maudit (реж.: Жан-Мануель Коста)                                   | • Проклята ніжність / La tendresse du maudit (реж.: Жан-Мануель Коста)              |
| Найкращий короткометражний анімаційний фільм    | • Масштаб / L'échelle (реж.: Ален Уґетто)                                                                |                                                                                     |
| Найкращий короткометражний анімаційний фільм    | • Три настрої / Trois thèmes (реж.: Олександр Алексєєв)                                                  |                                                                                     |
| Найкращий фільм іноземною мовою                 | США • Людина-слон / The Elephant Man (США, реж.: Дэвид Линч)                                             | США • Людина-слон / The Elephant Man (США, реж.: Дэвид Линч)                        |
| Найкращий фільм іноземною мовою                 | Польща • Людина із заліза / Człowiek z żelaza (Польща, реж.: Анджей Вайда)                               |                                                                                     |
| Найкращий фільм іноземною мовою                 | ФРН • Фальшивка / Die Fälschung (ФРН, реж.: Фолькер Шлmjндорф)                                           |                                                                                     |
| Найкращий фільм іноземною мовою                 | США • Індіана Джонс: У пошуках втраченого ковчегу / Raiders of the Lost Ark (США, реж.: Стівен Спілберг) |                                                                                     |

### Спеціальні нагороди
| Нагорода         | Лауреати                            |
| ---------------- | ----------------------------------- |
| Почесний «Сезар» | • Жорж Дансіжер (Georges Dancigers) |
| Почесний «Сезар» | • Олександр Мнушкін                 |
| Почесний «Сезар» | • Жан Нені                          |
| Почесний «Сезар» | • Анджей Вайда                      |